# Tetraboritan sodný
Tetraboritan sodný Na2B4O7 je anorganická sloučenina. Dekahydrát (triviálně borax) Na2B4O7·10H2O (dekahydrát tetraboritanu disodného), přesněji Na2[B4O5(OH)4]·8H2O (oktahydrát tetrahydroxo-pentaoxotetraboritanu disodného) se používá ve sklářském průmyslu. V přírodě se vyskytuje jako minerál borax. Bezvodý tetraboritan sodný se velmi často uplatňuje v metalurgii, kde tavenina tetraboritanu sodného překrývá roztavený kov a funguje jako ochranný prvek proti oxidaci zpracovávané slitiny. V analytické chemii je směs tetraboritanu sodného s uhličitanem sodným univerzálním tavidlem, používaným pro rozklady geologických a dalších obtížně rozpustných vzorků. Ve fotografické chemii se používá jako slabá zásada do jemnozrnných vývojek a speciálních přerušovacích lázní. V potravinářství se používá jako konzervant pod označením E 285.